# Segestria florentina
Segestria florentina är en spindelart som först beskrevs av Rossi 1790.  Segestria florentina ingår i släktet ormspindlar, och familjen sexögonspindlar. Inga underarter finns listade i Catalogue of Life.